# Plagne (Alvernia-Rodano-Alpi)
Plagne è un comune francese di 127 abitanti situato nel dipartimento dell'Ain della regione dell'Alvernia-Rodano-Alpi.

## Società

### Evoluzione demografica
Abitanti censiti